# Антоний (Медведев, Артемий Сергеевич)
Архиепи́скоп Анто́ний (в миру Арте́мий Серге́евич Медве́дев; 5 (18) июля 1908, Вильно — 23 сентября 2000, Сан-Франциско) — епископ Русской православной церкви заграницей, архиепископ Западно-Американский и Сан-Францисский.

## Биография
Детство провёл в Полтаве, где его отец возглавлял местную гимназию. Рано потерял мать. На учение Артемий был отправлен отцом в Голицыно, что под Москвой. Учился в Петровском Полтавском кадетском корпусе.
С отступлением Белой армии оказался в Крыму. В 1920 году из Севастополя эвакуировался в Югославию, где окончил Крымский кадетский корпус в Белой Церкви, затем поступил на лесной факультет Загребского университета, но вскоре перевёлся на факультет искусств.
В 1922 году, не окончив обучение, поступил в Введенский Мильков монастырь в Сербии. В Милькове нёс послушание уставщика.
В 1932 году принял монашеский постриг, в 1934 году был рукоположён в сан иеродиакона.
В 1936 году по решению церковных властей братия из Милькова монастыря была переведена в монастырь Туман. Вместе с братией перебрался и Антоний.
В 1938 году митрополитом Анастасием (Грибановским) рукоположён в сан иеромонаха.
Большую часть 1941 года пребывал в Монастыре преподобного Иова в Ладомировой (Чехословакия).
С 17 сентября 1941 по 31 марта 1944 года служил полевым священником в 1-м полку русского корпуса в Югославии. В 1944—1945 годы служил полевым священником при походной церкви Русской освободительной армии генерала Власова. До капитуляции Германии в мае 1945 года окормлял части вооруженных сил Комитета освобождения народов России.
После капитуляции Германии и прихода в Баварию американских войск, в составе 17 насельников во главе с архимандритом Серафимом (Ивановым) переехал из Германии в Женеву, ожидая разрешение на переезд в США. У иеромонаха Антония в этот период главными послушаниями были клирос и редактирование богослужебного календаря. С благословения настоятеля женевского Крестовоздвиженского собора, иеромонаха Леонтия (Бартошевича), занимался и пастырской деятельностью — исповедовал и окормлял прихожан.
В ноябре 1946 года большая часть монахов бывшего монастыря преподобного Иова Почаевского, в числе которых был и иеромонах Антоний, переехала в США, где они обосновались в Свято-Троицком монастыре в Джорданвилле. В монастыре, помимо клиросного послушания, доил коров, нередко засыпая под коровами.
В 1948—1950 годы исполнял должность настоятеля Свято-Владимирского прихода в Джексоне; под его руководством которого начались работы по сооружению нижнего храма, который первоначальным проектом не предусматривался. Иеромонах Антоний стал проводить регулярные богослужения сначала в причтовом доме, а по мере сооружения нижнего храма и там. 22 июня 1949 года решением Архиерейского синода РПЦЗ был возведён в сан игумена с возложением палицы «за его усердное служение Св. Церкви и во внимание как положению, как Председателя строительного комитета храма-памятника Крещению Руси».
15 сентября 1950 года Архиерейский Синод РПЦЗ послал его для окормления русской общины в Кливленде, штат Огайо, которая пожелала быть в ведении РПЦЗ и построить свой храм. После первой вечерней службы, которая проходила в доме Л. В. Кашкаровой, все присутствовавшие приняли участие в собрании, на котором был образован приход под юрисдикцию Архиерейского Синода РПЦЗ. Поскольку встреча проходила накануне празднования чудотворца преподобного Сергия Радонежского, он был избран небесным покровителем прихода.
Иеромонах Антоний не оставался долго на приходе. 24 сентября 1951 года назначен администратором приходов Западной Канады с возведением в сан архимандрита, оставив настоятелем в Кливленде своего духовного сына священника Михаила Смирнова. Управлял кафедрой до прибытия на неё архиепископа Пантелеимона (Рудыка) в ноябре 1952 года. Как отмечал архимандрит Антоний, дела в епархии в это время были расстроены. Кроме Эдмонтона регулярные богослужения совершались лишь в трёх приходах: в Ванкувере, Калгари, Виннипеге, а также в Покровском женском скиту. Часть приходов РПЦЗ окормлялась клириками других юрисдикций.
В 1950-х годы рассматривался в качестве кандидата на епископское служение. Поэтому поводу развернулась целая богословская дискуссия, так как в Мильковском монастыре он по местной традиции был пострижен в великую схиму. Некоторые полагали, что рукоположение схимника в архиерейский сан недопустимо. Однако, в итоге, Архиерейский Синод Зарубежной Церкви пришел к выводу, что нет канонических препятствий для рукоположения архимандрита Антония во епископа. Однако архимандрит Антоний выразил отказ на посвящение в архиерейский сан. Этим хотел воспользоваться архиепископ Бразильский и Сан-Паульский Феодосий (Путилин), который в письме от 23 марта 1956 года предложил архимандрита Антоний в качестве кандидата на должность настоятеля обители при Троицкой церкви в местечке Вила Альпина, Бразилия. Но на Архиерейском Синоде было решено послать архимандрита Антония в Австралию для организации там монастыря.
19 октября 1956 года решением Архиерейского Собора РПЦЗ избран епископом Мельбурнским, викарием Австралийско-Новозеландской епархии
16 ноября того же года в Вознесенском соборе на Бронксе был хиротонисан в епископа Мельбурнского, викария Австралийско-Новозеландской епархии. Прибыл в Австралию 6 декабря.
23 марта 1968 года назначен епископом Западно-Американским и Сан-Францисским, а 20 мая того же года возведён в сан архиепископа.
С 1978 года архиепископ Антоний являлся членом Архиерейского Синода Русской Зарубежной Церкви, участвовал в подготовке Архиерейских Соборов. По воспоминаниям митрополита Лавра: «Он был очень сердечным и искренним и никогда ничего не делал на пользу себе, а только на пользу Церкви и во славу Божию. У него не было личной жизни, а только жизнь в Церкви, со Христом. Случалось, что архиепископ Антоний видел какие-то смущающие события в Синоде. Он обычно делился, писал письма, но всегда в мягкой форме и искренно, с болью на сердце. Когда обсуждался вопрос прославления Новомучеников Российских, в особенности Царской семьи, среди епископата не было единогласия. Владыка Антоний был миротворцем и всегда старался добиться мирного решения всех вопросов».
В годы управления им Западно-Американской епархией был открыт ряд англоязычных миссий, больница для престарелых и первый православный лицей — в честь Иоанна Шанхайского и Сан-Францисского. Воссоединилась Южно-Калифорнийская епархия с Западно-Американской, объединились два кадетских объединения и две скаутские организации. Особенное внимание обращал работе с молодёжью и церковно-школьному делу.
Был главным вдохновителем прославления великого святителя Иоанна Шанхайского и Сан-Францисского — владыка Антоний возглавил открытие останков святителя в 1993 году и провел все подготовительные работы к прославлению, в том числе и составление большей части самой службы святителю Иоанну.
По отзыву регента Архиерейского хора в Сан-Франциско В. В. Красовского:

Господь сподобил меня, недостойного, быть близким помощником владыки Антония, который очень часто делился со мной своим видением церковных проблем, болезней и искушений. Владыка очень много говорил о единстве и соборности Церкви. Владыкино любвеобильное сердце было открыто для всего вселенского православия. Его служение, как и служение нашего святителя Иоанна, свидетельствовало об его «вселенском духе» участии в жизни всей Православной Церкви и её народов.
Тяжело переживал бомбардировки Югославии силами НАТО.
В конце 1999 года здоровье архиепископа Антония начало ухудшаться. С 1 января 2000 года Архиерейским Синодом был дан ему отпуск для лечения, а временное управление Западно-Американской епархией было возложено на викарного епископа Сеаттлийского Кирилла (Дмитриева).
Во время лечения старался посещать все главные богослужения, совершил все службы Страстной седмицы и Пасхи 2000 года. После Пасхи Владыка Антоний попал в больницу на длительное лечение и с тех пор неоднократно то лежал в больнице, то лечился дома.
Свою последнюю Божественную литургию на этой земле совершил в день Преображения Господня 2000 года. После службы он обратился к пастве с архипастырским словом, в котором приветствовал прославление Московским Патриархатом Царственных мучеников и прочих новомучеников и исповедников Российских, на своем Юбилейном Архиерейском Соборе, сказав, что несмотря на то, что между двумя частями Русской Церкви продолжают существовать разногласия, прославление новомучеников и исповедников Российских — это начало, которое дает надежду на восстановление единства.
По воспоминаниям протоиерея Серафима Гана:

перед своей смертью обратился к истокам церковного разделения, как к трудам пострадавших священномучеников, так и к высказываниям основоположников Русской Зарубежной Церкви, дабы найти правильные церковные пути решения вопросов, создавших преграды между нами. На заседаниях Архиерейского Синода этот благостный старец, от юности возлюбивший Русскую Церковь, всегда подчеркивал необходимость обращать внимание на положительные явления в жизни возрождающейся на Родине Церкви и отмечать их как в посланиях, так и в определениях священноначалия. А это происходило в годы первоиераршества митрополита Виталия (Устинова), когда некоторые влиятельные лица внутри Русской Зарубежной Церкви всячески добивались того, чтобы она потеряла свойственное ей трезвомыслие. Так что некоторые «ревностные не по разуму» зилоты даже принимали на себя смелость называть владыку Антония, этого монаха старой, «Антониевской школы», аскета и молитвенника, «экуменистом», «сергианином», «еретиком» и т. д.

10 сентября он в последний раз был в кафедральном соборе, молился и приобщился Святых Христовых Таин на ранней литургии, а 11 сентября вновь был госпитализирован. 23 сентября 2000 года архиепископ Антоний мирно скончался.
Отпевание и погребение, по желанию архиепископа Антония, проходили в Свято-Троицком монастыре в Джорданвилле. Был похоронен в усыпальнице за монастырским храмом, рядом с приснопамятным митрополитом Филаретом.

## Литургист
Был знатоком церковного Устава и богослужения и по поручению Архиерейского Синода составлял богослужебные тексты службам преподобному Герману Аляскинскому, праведному Иоанну Кронштадтскому (вместе с Иоанном Шанхайским, а впоследствии и самому Иоанну Шанхайскому), молитвы Всем святым в Земле Российской просиявших и блаженной Ксении Петербургской. Он также полностью составил службу святым Новомученикам и Исповедникам Российским.
По словам протоиерея Петра Перекрёстова: «Он бережно хранил духовное и богослужебное наследие Русской Зарубежной Церкви. Хорошо помню, как в первые годы священства заваливал владыку Антония и других опытных священников вопросами, касающимися пастырской практики и богослужебного Устава. Мы могли часами говорить про Устав, осмысленное отношение к службе, обсуждать мнения литургистов, дореволюционную богослужебную практику в Москве, Санкт-Петербурге, Киеве, Почаеве, практику в г. Белграде, Париже, на Дальнем Востоке, в обители Преподобного Иова на Карпатах, в Свято-Троицком монастыре в Джорданвилле… Это был живой разговор о сердцевине Православия — о богослужении, к которому у меня был не просто интерес — было горение, жажда. После кончины архиепископа Антония в 2000-м году я в немалой мере осиротел — рядом не осталось авторитетных литургистов, знающих и хранящих богослужебное наследие дореволюционной России или Зарубежной Руси».